# Biển Ba Động
Biển Ba Động là khu du lịch biển tọa lạc trên địa bàn ấp Cồn Trứng, xã Trường Long Hòa, thị xã Duyên Hải, tỉnh Trà Vinh, cách trung tâm thành phố Trà Vinh khoảng 55 km.
Bãi biển Ba Động có chiều dài hơn 10 km, trãi dài từ Vàm Láng Nước đến Vàm Khâu Lầu với những đụn cát, hàng phi lao và bãi cát trãi dài. Ngoài ra, nơi đây còn có những điểm tham quan khác là hải đăng, các trại nuôi tôm và những cù lao.
Được khai thác từ rất sớm, biển Ba Động trước đây được người Pháp cho xây trên bãi biển đẹp nhất của Trường Long Hòa một khu nghỉ mát để thường xuyên đến nghỉ và tắm biển. Nhiều công trình, hạng mục và cơ sở hạ tầng đã được đầu tư phục vụ cho việc khai thác tiềm năng du lịch nơi đây như cầu Long Toàn, Kinh Xáng, bãi Đồn, phà Láng Chim... Theo quy hoạch của tỉnh Trà Vinh, khu du lịch biển Ba Động có tổng diện tích khoảng 368 ha với nhiều phân khu chức năng.